# فیموزیس
فیموزیس (به انگلیسی: Phimosis) ناتوانی در پس کشیده شدن پوست ناحیه ختنه‌گاه یا پیش‌پوست بر روی سر آلت تناسلی، به دلیل تنگی آن است. در هنگام تولد پیش پوست بر روی آلت تناسلی به علت چسبندگی بین آن‌ها نمی‌تواند حرکت داشته باشد و این نرمال تلقی می‌شود. در طول زمان پیش پوست به‌طور طبیعی از سر آلت جدا می‌شود واین توانایی در اکثر پسران بالای چهار سال وجود دارد. اگر به هر دلیل ازجمله بیماری یا حتی عدم بهداشت دستگاه تناسلی نوزاد یا شیرخوار، احتمال کمی وجود دارد که پوست غلاف سر آلت باریک و تنگ گردد که آنگاه کودک به سختی و با فشار ادرار می‌کند، ویا در مردان ختنه نشده، هنگام برانگیختگی یا نعوظ فشرده شده که این حالت را فیموزیس می‌نامند. فیموزیس می‌تواند در مورد زنان نیز در ناحیه کلیتوریس نیز واقع شود.

## نگارخانه

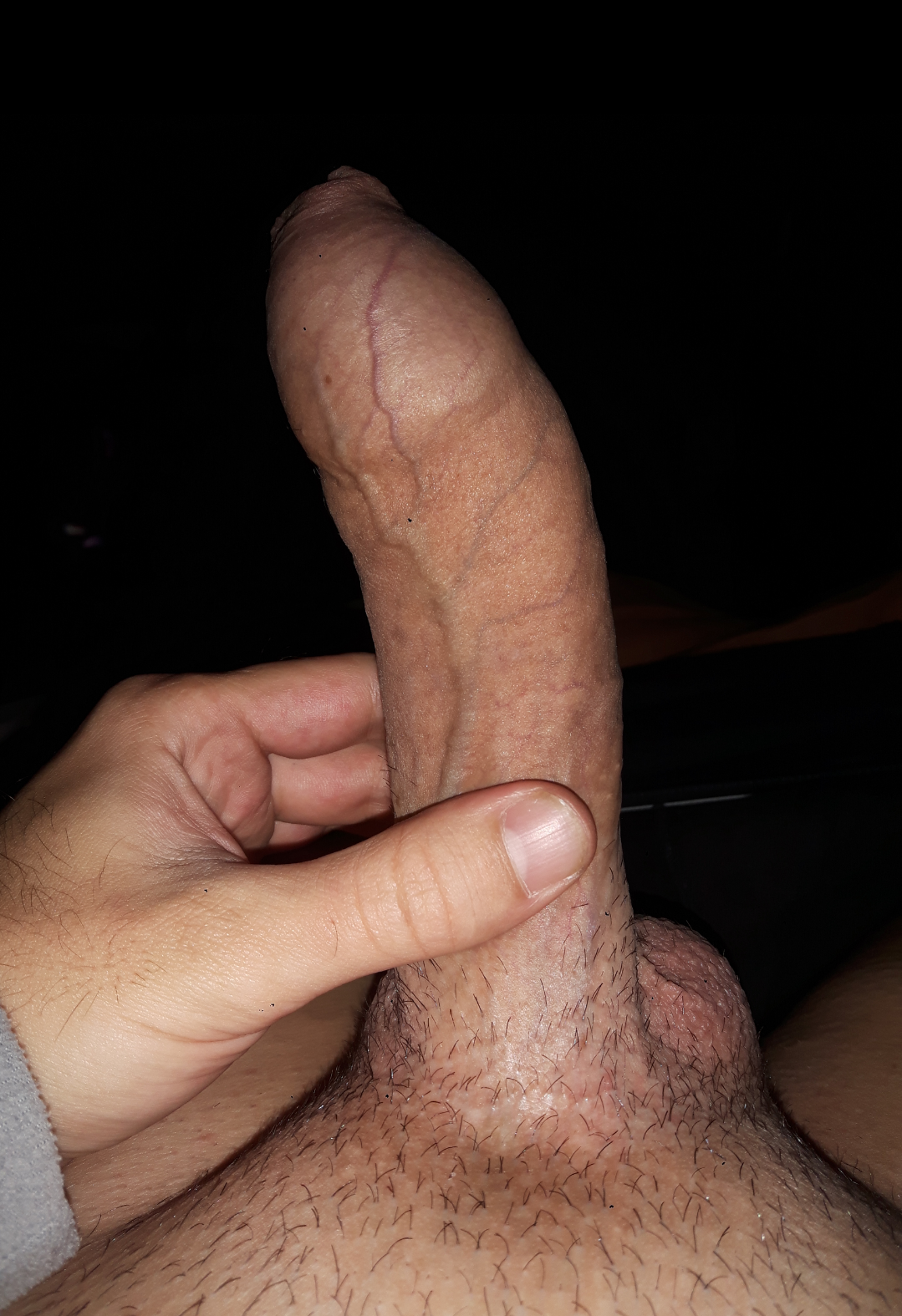
نعوظ آلت تناسلی با فیموز
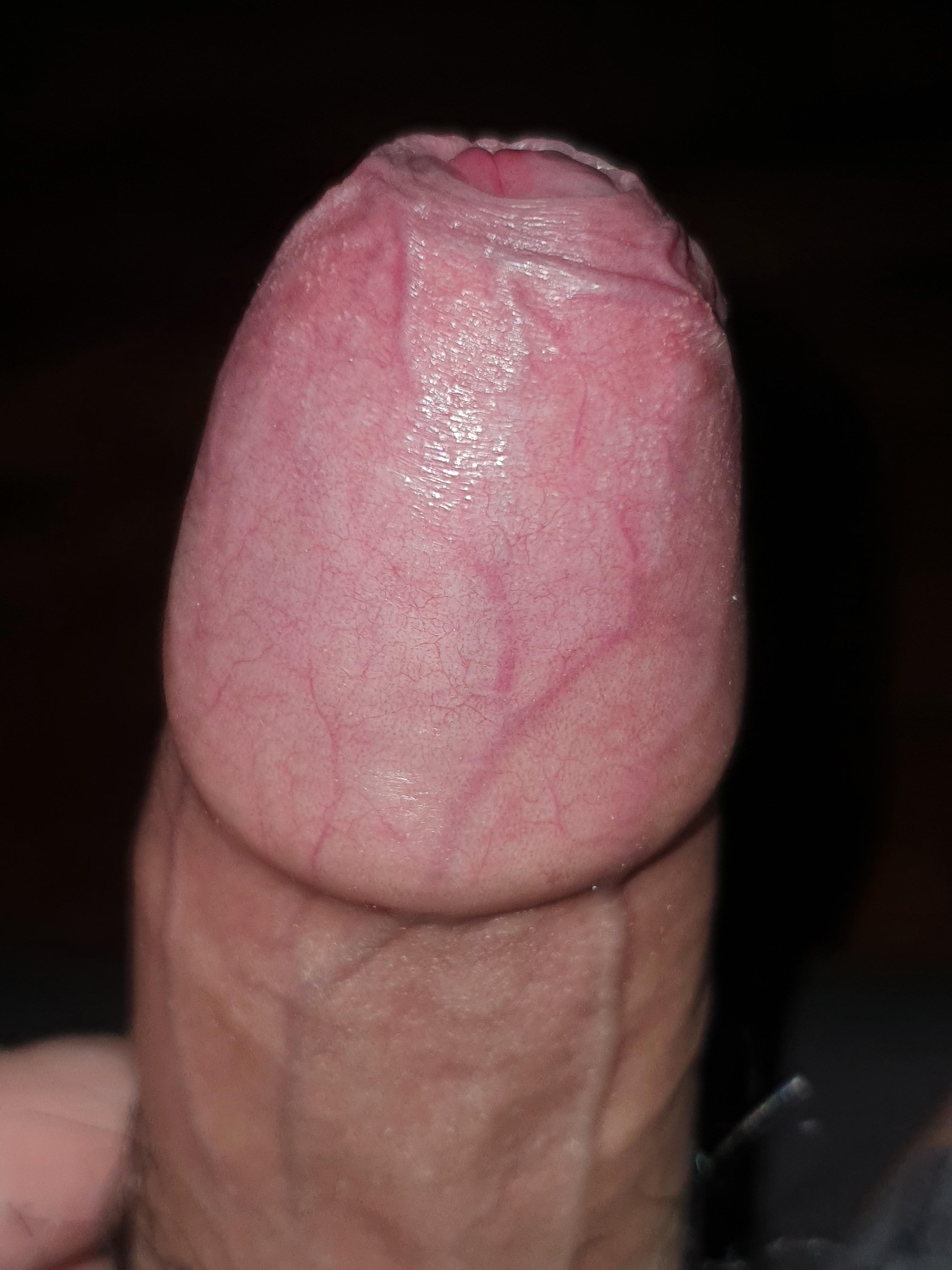
یک مرد آسیایی با فیموز فیزیولوژیک
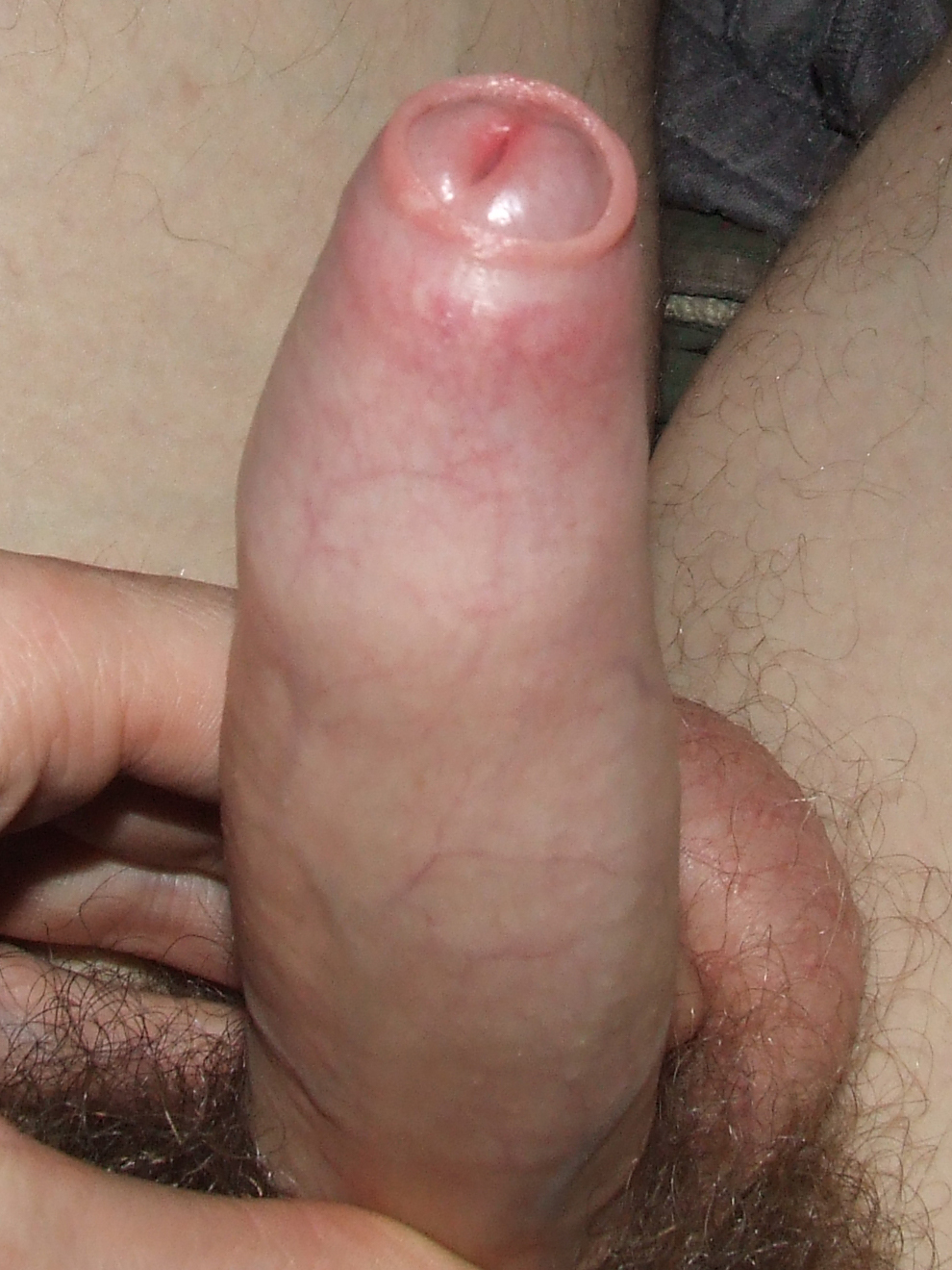
یک مورد معمول از فیموز